# Arthur River (Neuseeland)
Der Arthur River ist ein Fluss im Südwesten der Südinsel Neuseelands.

## Geographie
Der Fluss bildet sich am Zusammenfluss des Staircase Creek, der westlich des 1643 m hohen Mount Daniel entspringt, und des Abflusses der 580 m fallenden Sutherland Falls, die am Überlauf des Lake Quill entstehen. Von dort fließt der Arthur River knapp 20 km nach Nordosten und nimmt unterwegs das Wasser zahlreicher Bäche und des Joes River auf, der aus den Wick Mountains herabfließt. Er durchströmt den Lake Ada, kurz bevor er in das Ostende des Milford Sound nahe der gleichnamigen Ortschaft mündet.

## Geschichte
Den Namen erhielt er anlässlich der Geburt von Prinz Arthur. Bei den Māori trägt der Fluss den Namen Te Awa-o-Hine.

## Infrastruktur
Die Mündung des Flusses ist nahe dem Ende des New Zealand State Highway 94 gelegen.
Von der Mündung bis zu den Sutherland Falls verläuft der Milford Track, bevor dieser über den Omanui / McKinnon Pass nach Südosten abzweigt. Auf der Strecke liegen mehrere Hütten.